# Uroporfirinogén III-dekarboxiláz
Az uroporfirinogén III-dekarboxiláz (uroporfirinogén-dekarboxiláz, UROD, EC 4.1.1.37) az UROD gén által kódolt enzim.

## Gén
A humán UROD gén az 1. kromoszómán található, az első exon elejétől az utolsó végéig 3430 bázispár hosszú. Az így létrejövő mRNS 1300 bázis hosszú, és transzláció és poszttranszlációs módosulás után 367 aminosavból álló enzim jön létre. 

## Funkció
Az uroporfirinogén III-dekarboxiláz a hembioszintézis 5. lépését, az uroporfirinogén III acetátcsoportjain lévő karboxilcsoportok eltávolítását katalizáló homodimer enzim (PDB: 1URO):
uroporfirinogén III ⇌ koproporfirinogén III + 4 CO2

## Klinikai jelentőség
Az enzim mutációi és hiánya familiális porphyria cutanea tarda és hepatoeritropoetikus porphyria okai. Legalább 65 betegségokozó mutációja ismert.

## Mechanizmus
Alacsony szubsztrátkoncentráció esetén a reakció feltehetően rendezett – a CO2 a D, A, B és C gyűrűkről egymás után kerül le –, nagyobb koncentráció esetén véletlenszerűen történhet. Az enzim oldatban dimerként működik, és mind az ember, mind a dohány enzimjeit kristályosították és vizsgálták oldatban.

A katalizált reakció

Az UroD a legtöbb dekarboxilázzal ellentétben nem használ kofaktort. A reakció feltehetően arginin általi szubsztrátprotonációval történik. Egy 2008-as tanulmány szerint a katalizálatlan sebessége 10−19 s−1, így 10-es pH-n az UroD katalitikus aránya (a katalizálatlan sebességhez képest való sebességnövekedése) a legnagyobb az ismert enzimek közt – 6·1024 M-1.

Az uroporfirinogén III-dekarboxiláz feltételezett mechanizmusa

Hemszintézis – egyes reakciók a citoplazmában, mások a mitokondriumban történnek

## Fordítás
- Ez a szócikk részben vagy egészben  az   Uroporphyrinogen III decarboxylase című angol Wikipédia-szócikk ezen változatának fordításán alapul.  Az eredeti cikk szerkesztőit annak laptörténete sorolja fel. Ez a jelzés csupán a megfogalmazás eredetét és a szerzői jogokat jelzi, nem szolgál a cikkben szereplő információk forrásmegjelöléseként.
- Ez a szócikk részben vagy egészben  az   Uroporphyrinogen-Decarboxylase című német Wikipédia-szócikk ezen változatának fordításán alapul.  Az eredeti cikk szerkesztőit annak laptörténete sorolja fel. Ez a jelzés csupán a megfogalmazás eredetét és a szerzői jogokat jelzi, nem szolgál a cikkben szereplő információk forrásmegjelöléseként.